# Gooikse Pijl Oetingen
La Gooikse Pijl Oetingen è una corsa in linea femminile di ciclismo su strada che si tiene ogni marzo intorno a Gooik, in Belgio. Creata nel 2021, è stata subito inserita nel Calendario internazionale femminile UCI come gara di classe 1.2, dal 2022 in poi come gara di classe 1.1. 
Nel 2025 è entrata a far parte del circuito UCI Women's ProSeries.
L'edizione 2023 è stata posticipata ad agosto a causa di una forte nevicata in Belgio.

## Albo d'oro
Aggiornato all'edizione 2025.
| Anno | Vincitrice     | Seconda          | Terza                     |
| ---- | -------------- | ---------------- | ------------------------- |
| 2021 | Elisa Balsamo  | Jolien D'Hoore   | Marianne Vos              |
| 2022 | Lorena Wiebes  | Chiara Consonni  | Maria Giulia Confalonieri |
| 2023 | Simone Boilard | Evy Kuijpers     | Maaike Boogaard           |
| 2024 | Lorena Wiebes  | Thalita de Jong  | Josie Nelson              |
| 2025 | Julie De Wilde | Sofia Bertizzolo | Chiara Consonni           |

## Vittorie per paese
Aggiornato all'edizione 2025.
| Pos. | Paese       | Vittorie |
| ---- | ----------- | -------- |
| 1    | Paesi Bassi | 2        |
| 2    | Belgio      | 1        |
| 2    | Canada      | 1        |
| 2    | Italia      | 1        |